# Trichiosoma aenescens
Trichiosoma aenescens – gatunek błonkówki z rodziny bryzgunowatych.

## Zasięg występowania
Europa Wschodnia. Notowany w Estonii, Finlandii, Polsce europejskiej części Rosji oraz na Ukrainie.
W Polsce niezbyt pospolity.

## Budowa ciała
Ciało mocno zbudowane, silnie owłosione.
Głowa, tułów oraz pierwsze dwa lub trzy tergity odwłoka czarne, pozostała część odwłoka czerwona (u samca może być cały czerwony). Uda, golenie oraz stopy pomarańczowożółte. Skrzydła wyraźnie żółto przydymione.

## Biologia i ekologia
Występuje na skrajach lasów w zaroślach, parkach i ogrodach. Spotykany od maja do początku lipca. Larwy żerują wyłącznie na liściach czeremchy zwyczajnej. Imago żywią się sokami roślinnymi.